# Mallotus philippensis
Espèce
Classification phylogénétique
Mallotus philippensis est une espèce de plantes à fleurs de la famille des Euphorbiaceae. C'est un arbuste ou un petit arbre originaire d'Asie tempérée et tropicale et d'Océanie.

## Description
Ce sont des arbustes ou de petits arbres qui ne dépassent pas 15 mètres de haut.

## Répartition et habitat
On trouve l'espèce en Chine, sur l'Île de Taïwan, au Japon, au Bangladesh, au Bhoutan, en Inde, au Népal, au Sri Lanka, en Birmanie, au Viêt Nam, en Malaisie, aux Philippines et en Australie.
Elle vit entre 300 et 1600 mètres d'altitude.

## Utilisation
Dans la teinturerie traditionnelle indienne, on utilise le dépôt rougeâtre qui se forme sur le fruit pour en tirer un colorant jaune, le kamala.